# Асаб – Хабшан
Асаб – Хабшан – газопровід в Об’єднаних Арабських Еміратах, споруджений для видачі продукції ГПЗ Асаб до газотранспортної мережі країни.
У 1981 році на півдні емірату Абу-Дабі став до ладу газопереробний завод на нафтогазовому родовищі Асаб. Продуковані ним суміш зріджених вуглеводневих газів (ЗВГ) та конденсат транспортуються по ЗВГ-трубопроводу та конденсатопроводу до Рувайса, тоді як паливний газ спрямували на газопереробний майданчик Хабшан, котрий виконує роль центрального хабу у газотранспортній системі Абу-Дабі. Звідси поданий ресурс може подаватись як на захід до Рувайсу, так і у східні райони емірату та далі до Дубаї. 
Первісно Асаб та Хабшан з’єднали трубопроводом довжиною 88 км, виконаним в діаметрі 500 мм. А в 2011-му, невдовзі після запуску ГПЗ Асаб 2, між майданчиками спорудили новий газопровід довжиною 89 км та діаметром 900 мм.